# Día Nacional de Galicia
El Día Nacional de Galicia, también conocido como Día da Patria Galega, es la fiesta nacional oficial de Galicia, según decreto de la Junta de Galicia de 1 de enero de 1979 publicado en el Diario Oficial de Galicia. Se celebra el día 25 de julio, día de la festividad del apóstol Santiago el Mayor.

## Historia
Los orígenes de esta celebración se remontan a 1919, año en que se reúne en Santiago de Compostela la Asemblea de las Irmandades da Fala, que acuerda celebrar el Día Nacional de Galicia el 25 de julio del año siguiente. Hubo que esperar hasta mediados de los años 20 para que este día se celebrase en casi toda Galicia, así como en los centros de emigración gallega, que difundían la ideología galleguista y la tradición gallega mediante panfletos y música.
Durante la dictadura franquista, las sociedades gallegas en la emigración continúan esta convocatoria, y, en Galicia, el galleguismo se concentra alrededor de la tradicional misa por Rosalía de Castro en la iglesia de Santo Domingo de Bonaval. Además, durante esta época el día se institucionaliza como fiesta oficial en toda España, bajo el nombre de Día del Patrón de España, con un marcado carácter religioso, aunque, tras la transición, algunas comunidades autónomas suelen mover este festivo a otros días del año.
En los años 1960, con la aparición del Partido Socialista Galego (PSG) y la Unión do Povo Galego (UPG) se vuelven a realizar actos clandestinos para conmemorar el Día Nacional de Galicia. 
Durante la década de 1970 los actos terminaban con fuertes enfrentamientos con la policía franquista, y durante la Transición se siguieron prohibiendo las manifestaciones de la AN-PG y BN-PG, orígenes del actual BNG. En 1978 se constituye el Gobierno preautonómico con presencia de UCD, PSOE y AP. El presidente de este pre-parlamento, Antonio Fernández Rosón, decide impulsar un acuerdo entre todos los grupos para designar el 25 de julio como "Día Nacional de Galicia", con el visto bueno del Partido Comunista, aunque no le gustó tanto a los grupos nacionalistas, que lo interpretaron como una artimaña para reducir el poder reivindicativo de la festividad. Para estos colectivos la festividad seguiría siendo "Día da Patria Galega".
En 1981 tiene lugar la aprobación definitiva de este día, lo que conlleva el endurecimiento de las medidas de seguridad. El Gobierno Civil de La Coruña prohíbe las manifestaciones reivindicativas y esta prohibición continuó hasta 1983, cuando cientos de manifestantes deciden congregarse en la Praza de Galicia de Santiago de Compostela. La concentración terminó con la carga de los policías contra los manifestantes.
El 25 de julio se celebra también el acto institucional de la Ofrenda al Apóstol con una ceremonia religiosa y una recepción con presencia de las autoridades de toda Galicia.
En 2013 se suspendieron dichas festividades debido al accidente ferroviario ocurrido en Angrois, cerca de Santiago de Compostela, el día anterior.

## Actividades culturales

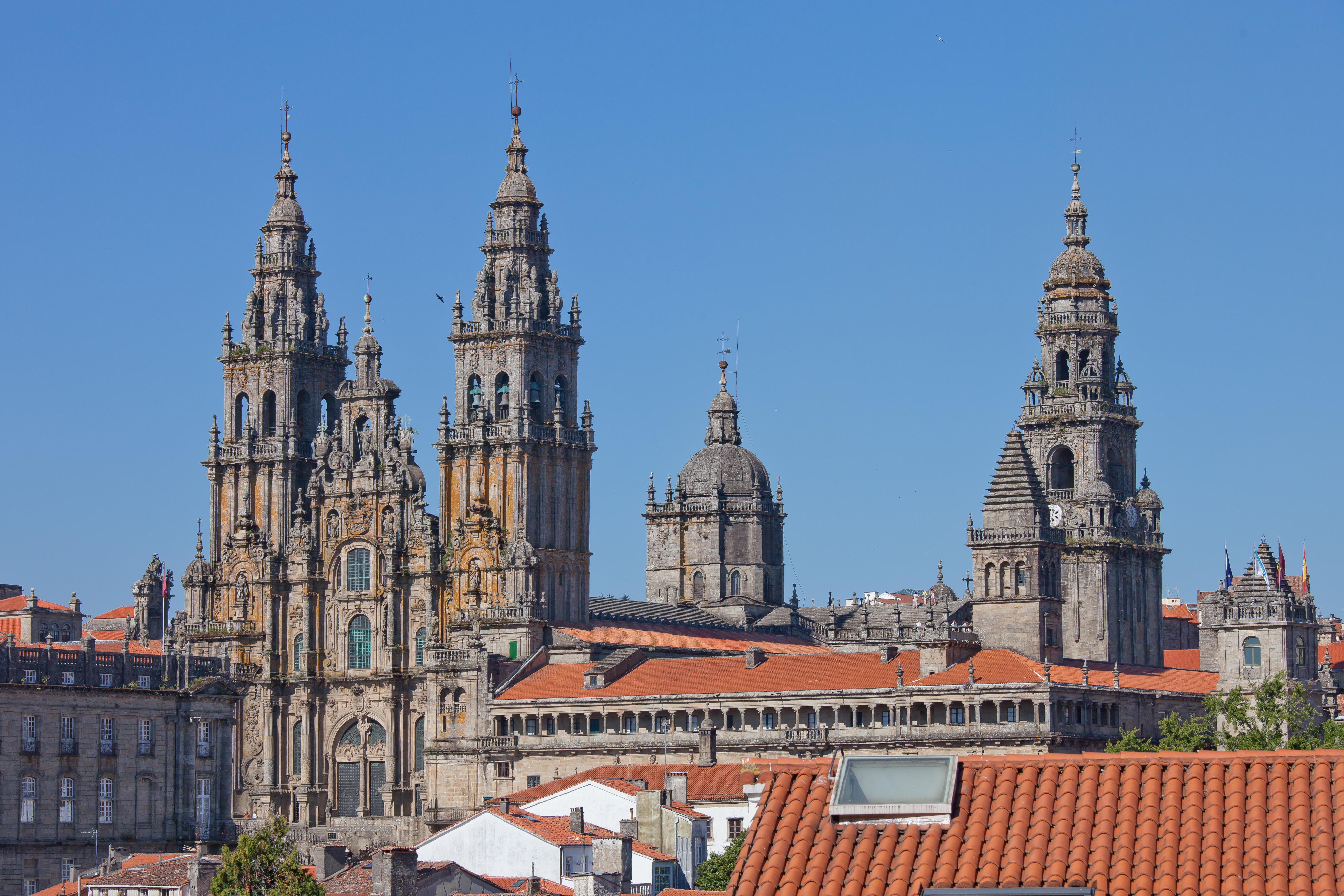
Catedral de Santiago de Compostela, lugar que acoge los restos del Apóstol Santiago el Mayor.

Las celebraciones dedicadas al Apóstol, tienen una duración de dos semanas aproximadamente. 
Durante esta quincena, las actividades culturales son muy diversas. La ciudad se llena de música de todos los estilos, danza, teatro, pasacalles y verbenas. Es destacable la reunión de bandas de música de toda la comunidad autónoma, así como las exhibiciones de trajes regionales y bailes folclóricos. 
Los días grandes son el 24 y 25 de julio. La noche del 24, se lanzan los espectaculares fuegos artificiales en honor al Apóstol, a la vez que se quema el gran castillo de pirotecnia que imita la fachada gótica de la catedral de Santiago. El  25 de julio, se celebra la misa solemne en la catedral, y es ahí dónde el Rey o un delegado de la Casa Real hace la tradicional ofrenda al Apóstol de Santiago. 
El 31 de julio se pone fin a estas fiestas con otro espectáculo de fuegos artificiales.

## Año Santo Compostelano
Artículo principal: Año Santo Jacobeo
Cuando el 25 de julio coincide en domingo, se celebra el Año Santo Compostelano o Año Santo Jacobeo (en gallego Ano Santo Xacobeo). Este hecho se repite en ciclos de 6, 5, 6 y 11 años. Los años 2021-2022 fueron Año Jubilar. En estos años la concentración de peregrinos llegados de todas las partes del mundo es todavía mayor en Santiago de Compostela. El próximo Año Jacobeo será en 2027.